# Gemenefhorbak

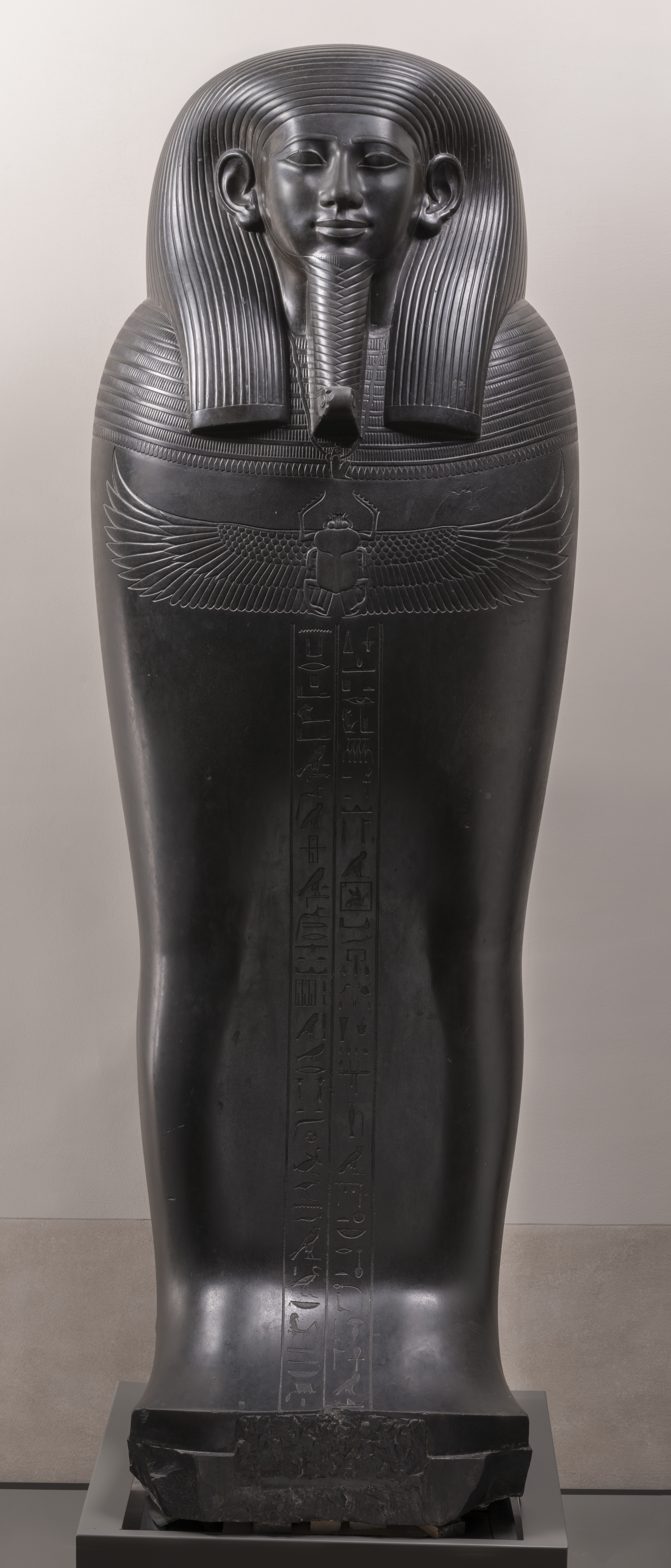
Gemenefhorbak szarkofágfedele Torinóban

Gemenefhorbak ókori egyiptomi vezír volt a XXVI. dinasztia idején.

## Élete
Észak vezírjeként szolgált, ami azt jelentette, hatalma Alsó-Egyiptomra terjedt ki. Főleg grauvakke kőből készült szarkofágjáról ismert, amely ma a torinói Egyiptomi Múzeumban van (katalógusszám: 2201); ezen Gemenefhorbak nyakában Maat istennőt ábrázoló nyakék látható, ami bírói hatalmát jelképezi. A szarkofágra a Halottak Könyve egy fejezetét írták, valamint Gemenefhorbak számos címét, melyek közt szerepel a szokatlannak számító „a nagy udvarok irányítója” (ḫrp ḥw.wt wr.wt) is.

## Fordítás
- Ez a szócikk részben vagy egészben  a   Gemenefhorbak című angol Wikipédia-szócikk ezen változatának fordításán alapul.  Az eredeti cikk szerkesztőit annak laptörténete sorolja fel. Ez a jelzés csupán a megfogalmazás eredetét és a szerzői jogokat jelzi, nem szolgál a cikkben szereplő információk forrásmegjelöléseként.